# Turaŭ
Turaŭ (in bielorusso Тураў?; in russo Туров?, Turov; in ucraino Tурів?, Turiv; in polacco Turów; in lituano Turava; in yiddish טוראָוו‎?) è un comune della Bielorussia, situato nella regione di Homel'.
Nel medioevo fu una delle capitali del principato di Turov e Pinsk.

## Geografia
Turaŭ sorge sulla riva destra del fiume Pryp"jat', nella regione storica della Polesia. La cittadina è situato a 206 km a sud di Minsk.

## Storia

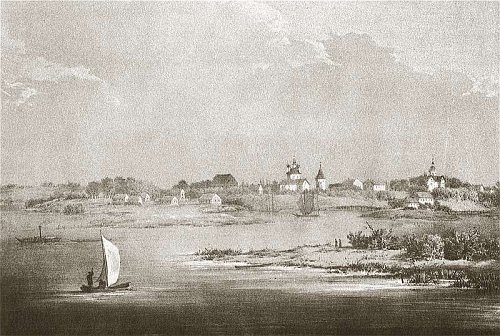
Veduta di Turaŭ in un disegno del 1856.

Turaŭ fu la prima capitale dei Dregovic, una delle tribù slave all'origine dei primi principati russi, è menzionata nella Cronaca degli anni passati nel 980 e apparteneva al principe Rogvold di Polotsk. Turaŭ era a quel tempo una delle due residenze dei principi di Turov e Pinsk. La città era infatti situata in una posizione strategica, lungo le rotte intraprese dai Vichinghi durante le loro incursioni verso l'Impero bizantino ed era un importante centro di commercio tra il Mar Baltico e il Mar Nero. Fu anche un importante centro per la cristianizzazione della regione.
Verso la metà dell'XI secolo Turov passò sotto il dominio di un ramo locale di duchi della dinastia Rurik, in particolare di Izjaslav I, figlio di Jaroslav il Saggio. In quel periodo la cittadina non era solo un importante centro commerciale all'interno della Rus' di Kiev, per la sua vicinanza alle principali rotte commerciali, ma anche una delle città più importanti della Rus' tra Kiev, Černihiv, Novgorod e Perejaslav. Il principe di Turov, il principale contendente al trono della Rus' di Kiev prima della loro sottomissione ai Monomachi, ebbe strette relazioni anche con i duchi di Polonia.
Grazie alla posizione strategica delle città, a Turov si svilupparono e si praticarono molti mestieri diversi. Fu anche sede dei vescovi Cirillo di Turov e Laverentij di Turov. Nel 1005 fu fondato a Turov il primo vescovado cristiano romano sul territorio dell'attuale Bielorussia. Il periodo di prosperità della città terminò a causa di una serie di conflitti feudali nel XII secolo. Poco dopo Turaŭ perse gran parte della sua importanza e della sua autonomia.
Nel 1320 Turov entrò a far parte del Granducato di Lituania. Nel 1430 divenne città privata del Granduca Švitrigaila. Alla fine del XV secolo Turaŭ divenne proprietà del Maresciallo di Gran Corte della Lituania Michail Glinskij. Nel 1502 fu danneggiata da un'invasione tatara. Dopo il tradimento di Glinskij e la fuga di quest'ultimo nel Granducato di Mosca nel 1508, Turov fu confiscato dalla famiglia di Konstanty Ostrogski, che ne iniziò la ricostruzione. Tuttavia la città fu nuovamente distrutta dai tatari nel 1521. La famiglia Ostrogski possedette la città per più di un secolo, fino a quando fu data in dote alle famiglie dei magnati Sapieha e poi Potocki. Durante il Diluvio la città fu presa dalla Moscovia, ma fu presto ripresa da Janusz Radziwiłł. Dopo il periodo di continue guerre con la Moscovia, la città fu gravemente danneggiata. Nel 1667, a Turov erano rimaste solo 111 famiglie delle 401 presenti nel 1648.
In seguito alla seconda spartizione della Polonia del 1793, la attribuì all'Impero russo. A quel tempo non era altro che un modesto paese di provincia.
Nel 1897 Turov, situata nella zona di residenza, ospitava una numerosa comunità ebraica di 2.253 persone, ovvero il 52,5 per cento della popolazione totale. Nel 1924 Turaw divenne il centro amministrativo del distretto omonimo. Il 27 luglio 1939, il villaggio di Turaw fu elevato allo status di comune urbano della regione della Polesia. La comunità ebraica fu in gran parte sterminata durante la seconda guerra mondiale durante l'occupazione della città da parte delle truppe naziste, dall'estate del 1941 al 5 luglio 1944. Nel 1962 la regione di Turov fu abolita e il suo territorio annesso al distretto di Žytkavičy.